# MercurySteam
A MercurySteam Entertainment é uma desenvolvedora de jogos eletrônicos sedeada em Madrid, Espanha. A empresa cria títulos para as principais plataformas, sendo sua principal, a Plataforma Xbox.

## Jogos desenvolvidos pela MercurySteam
- American McGee presents: Scrapland (2004, 2005) (Windows PC, Xbox)[1]
- Zombies (2006) (Nokia 6680, Nokia N70).
- Clive Barker’s Jericho (2007) (Xbox 360, PlayStation 3 e Windows PC)[1]
- Castlevania: Lords of Shadow (2010) (Xbox 360, PlayStation 3 e Windows PC)[1]
- Castlevania: Lords of Shadow – Mirror of Fate (2013) (Xbox 360, Xbox One, Nintendo 3DS, PlayStation 3 e Windows PC)
- Castlevania: Lords of Shadow 2 (2014) (Xbox 360, PlayStation 3 e Windows PC)
- Metroid: Samus Returns (2017) (Nintendo 3DS)
- Metroid Dread  (2021) (Nintendo Switch)